# 275106 Sarahdubeyjames
275106 Sarahdubeyjames este un asteroid din centura principală, descoperit pe 14 noiembrie 2009, de N. Falla.